# صلح‌سازی
صلح‌سازی (به انگلیسی: Peacemaking) یک فرایند تبدیل منازعه است که بر روی به وجود آوردن ارتباطاتی متوازن تمرکز می‌کند که آن قدر محکم باشند تا از تعارضات بعدی پیشگیری کنند و اغلب شامل توافقاتی اصولی و گریزناپذیر بر روی تصمیم‌های اخلاق‌محور در میان جامعه و احزاب است که پیش از آن در واکنش‌های نامناسب (مثلاً خشن) منتهی به تعارض بوده‌اند. صلح سازان تلاش می‌کنند تا مصالحهٔ کامل میان متعارضان و درک مشترکی در میان احزاب و ذی‌نفعان حاصل کنند. وقتی صلح‌سازی در عدالت کیفری به کار گرفته می‌شود عمدتاً به عنوان عدالت ترمیمی مطرح است، اما گاهی هم عدالت دگرگون شونده خوانده می‌شود، عبارتی که توسط فعال و تئوریسین کانادایی مباحث مربوط به عدالت، راث موریس، ابداع شد. یک مثال معروف از صلح‌سازی روش‌های متعدد میانجی‌گری است که معمولاً بین دو حزب با حضور یک فرد سوم به عنوان تسهیل‌کننده یا میانجیگری برای حل و فصل اختلافات صورت می‌پذیرد.
برخی سازمان‌های ژئوپولیتیک مانند سازمان‌های ایالتی، ملی یا بین‌المللی تلاش دارند که صلح‌سازی را در مورد تعارض‌های بزرگ، سیستمی و اغلب فرقه‌ای به کار ببرند که در آن هیچ عضوی از اجتماع نمی‌تواند درگیر آن نشود و هیچ بخش و فرقه‌ای نمی‌توانند مدعی شوند که به‌کلی از آن مصون مانده‌اند. نمونه‌ای از این منازعات شرایط پس از نسل‌کشی یا وضعیت حاد فشارهایی نظیر آپارتاید است. با وجود این، صلح‌سازی یک تلاش جهانی و پرقدمت برای حل منازعات در تمام سطوح و در میان تمام احزاب است. اصول آن ممکن است عمومی شوند و در حل منازعات بسیاری مورد استفاده قرار گیرند.
فرایند صلح‌سازی از بنیان صلح‌جویی یا مقاومت بدون خشونت یا روش‌های نافرمانی مدنی متمایز است، اما این روش‌ها اغلب توسط گروه‌های مشابه به کار گرفته می‌شود. در واقع، آن‌هایی که در به‌کارگیری روش‌های غیرخشن تحت فشار شدید خشونت تبحر دارند و کسانی که دیگران را در چنین شرایط مقاومتی رهبری می‌کنند، در نوع خود معمولاً ظرفیت بالای انگیزش خشن رفتار نکردن را نشان می‌دهند؛ بنابراین آن‌ها ممکن است در کار کردن با گروه‌هایی که از طریق فشار یا خشونت آسیب دیده باشند با مهارت‌تر باشند و بتوانند آن‌ها را به‌خوبی در وضعیت ضروری و اغلب در شرایط سخت ایجاد روابط حسنه هماهنگ کنند.
با توجه به مطالب بالا و سوابق تاریخی عدم دفاع از واکنش‌های خشونت بار، معمولاً این گونه رهبران برای برقراری صلح در تعارضات آینده که نتیجهٔ دشمنی‌های قبلی است، واجد شرایط هستند.
صلح‌سازی در جوامع کوچک و سنتی معمولاً در قید و بند آیین‌ها قرار می‌گیرد. برای مثال آلولا پانکورست فیلم‌هایی را در این خصوص در میان جوامع کشور اتیوپی تولید کرده‌است.
در امور بین‌المللی معاصر، به‌ویژه پس از پایان جنگ سرد، اغلب مفهوم صلح‌سازی با برقراری صلح میان احزاب متخاصم تحت نظر یک سازمان بین‌المللی همراه است.

## گاندی
ماهاتما گاندی به‌طور گسترده‌ای به عنوان یک نظریه‌پرداز استراتژی‌های صلح‌سازی مشهور است. او به‌طور خاص اذعان دارد رهبرانی که در استراتژی‌های خشونت‌آمیز موفق بودند، در زمان صلح در عکس جهت حرکت کرده بودند، و به همین دلیل این نوع استراتژی‌ها باید کنار گذاشته شود. اما اگر یک جنبش این گونه اشخاص را ستایش کند یا بازتولید کند، حتی با وجود تحت سلطه درآوردن گروه‌های مخالف، هیچ‌گاه نمی‌تواند به یک صلح پایدار دست یابد. تنها به این دلیل که رهبرانش فاقد مهارت‌های لازم بوده‌اند و به یک سرکوب‌کننده طرف مقابل تبدیل شده بودند. بر این اساس، حتی اگر یک جنبش از اقدام‌های خشونت‌آمیز سود ببرد یا این نوع کارها در پایان دادن به مخالفت‌ها بسیار کارامد باشد، در صورتی که بخواهد صلح پایدار ایجاد کند، نمی‌تواند با خیال راحت این اقدامات یا اشخاص را به عنوان نمونه اخلاقی یا قابل تقلید در نظر بگیرد. نگرش گاندی اخلاق‌گرایان مدرن را در شکل‌دهی به نقد تروریسم تحت تأثیر قرار داده‌است، حتی آنانی که به هدف معتقد هستند، می‌گویند نباید از طریق هر وسیله‌ای به آن رسید، برای مثال نباید یک بمب‌گذار انتحاری به یک قهرمان تبدیل شود.